# 852
852 (DCCCLII) fue un año bisiesto comenzado en viernes del calendario juliano, en vigor en aquella fecha.

## Acontecimientos
- Expansión del Reino de Pamplona con el ataque a Estella.
- Muhammad I, nuevo emir independiente de Córdoba.
- Musa ben Qasi es proclamado gobernador de Tudela y, poco después, de Zaragoza, capital de la Marca Superior.
- García Íñiguez de Pamplona, segundo miembro de la dinastía Arista-Iñiguez, sube al trono del reino de Pamplona
- Tropas musulmanas guiadas por Abd al-Karim ben Mugith atacan y destruyen Barcelona, entonces bajo el poder del conde Alerán.
- Zamora es fundada
- El obispo Altfrid de Hildesheim funda la Abadía de Essen.
- El nombre del conde Rodrigo de Castilla aparece por primera en la carta de fundación de San Martín de Ferrán con esta fórmula: "hecha la escritura en el día IV de las nonas de julio de la era 890, reinando Rodrigo, conde en Castilla"

## Fallecimientos
- Íñigo Arista, primer rey de Pamplona.
- Abderramán II, cuarto emir omeya de Córdoba (822 - 852).